# Camponotus latrunculus
Camponotus latrunculus é uma espécie de inseto do gênero Camponotus, pertencente à família Formicidae.